# Washingtonia filifera
La Washingtònia (Washingtonia filifera) és, juntament amb Phoenix canariensis i Phoenix dactylifera, una de les principals espècies de palmera que s'utilitzen en la jardineria de climes mediterranis.

## Distribució i hàbitat
És originària de les àrees subdesèrtiques de Califòrnia i del nord-oest de Mèxic.
Li calen estius calorosos, però a l'hivern té una relativa resistència al fred, ja que pot suportar glaçades de curta durada fins a 10 graus per sota zero.
A la península Ibèrica prospera en totes les façanes litorals i les altituds mitjanes de l'interior. A l'altiplà nord, amb estius relativament curts, s'observen exemplars aïllats que creixen molt lentament en exposicions protegides a altituds de fins a 800 metres sobre el nivell del mar, com per exemple a l'Hort de Calixto i Melibea de Salamanca.
Es conrea fora del seu hàbitat natural, especialment en països de clima temperat.

## Descripció
Les principals característiques diferenciadores respecte al gènere Phoenix és la presència de fulles palmades en lloc de pectinades (o sigui, els folíols surten radialment del mateix punt a l'extrem del pecíol, en comptes de disposar-se a banda i banda al llarg de l'eix com les barbes d'una ploma) i el tronc molt més prim i alt (més de 15 metres). El tronc té petites marques de fissures rugoses o és parcialment cobert per restes foliars, amb la base eixamplada. Conté un fruit el·líptic o ovoide, negrós, de 0,6 cm de diàmetre i no comestible.
En condicions bones per al seu creixement, arriben fins las 23 metres d'alçada (algunes fins i tot a 30 m).

## Taxonomia
Washingtonia filifera va ser descrita per (Lindl.) H. Wendl. i publicada en Botanische Zeitung (Berlín) 37(5): 68. 1879.3

### Etimologia
- Washingtonia: nom genèric que porta el nom de George Washington.
- filifera: epítet llatí que significa 'amb fils'.[4]

### Sinonímia
- Brahea dulcis J. G. Cooper
- Brahea filifera (Linden ex André) W. Watson
- Brahea filamentosa S. Watson
- Washingtonia filamentosa (H. Wendl. ex Franceschi) Kuntze
- Washingtonia filifera var. microsperma
- Livistona filamentosa (H. Wendl. ex Franceschi) Pfister
- Washingtonia filifera var. typica
- Neowashingtonia filifera (Linden ex André) Sudw.
- Neowashingtonia filamentosa (H. Wendl. ex Franceschi) Sudw.
- Pritchardia filamentosa H. Wendl. ex Franceschi
- Pritchardia filifera Linden ex André[5]